# Cassida pellegrini
Cassida pellegrini — жук подсемейства щитовок из семейства листоедов.

## Распространение
Встречается на Кипре, в Израиле, Ливане и Саудовской Аравии.

## Экология
Кормовым растением является Lycium schweinfurthii (паслёновые).